# سندل‌آباد
سندل‌آباد ، روستایی در دهستان آلاداغ بخش مرکزی شهرستان بجنورد استان خراسان شمالی ایران است.

## جمعیت
بر پایه سرشماری عمومی نفوس و مسکن در سال ۱۳۹۵ جمعیت این مکان ۴٬۳۵۴ نفر (۱٬۱۲۰خانوار) بوده‌است.